# Література
Літерату́ра (від лат. littera — буква, літера), іноді книжництво, письменство — сукупність писаних і друкованих творів певного народу, епохи, людства. Різновид мистецтва, що відображає дійсність у художніх образах, створює нову художню реальність за законами краси; результат творчого процесу автора, зафіксований у відповідному тексті за допомогою літер.
Літерату́ра — форма передачі думки та досвіду через письмо, що є продуктом писемності.

## Різновиди літератури
Література за своїм змістом розмежовується на філософську, політичну, природничу (біологічну, математичну, географічну тощо), юридичну, філологічну, тобто наукову, та художню, призначену спеціально для задоволення пізнавальних, інтелектуальних та естетичних потреб. Сама специфіка художньої літератури є предметом літературознавства, зокрема теорії літератури.

### Наукова література
У науковій літературі фіксуються і узагальнюються результати наукових досліджень та їхнього аналізу. Первинним видом наукової літератури є наукові статті, що публікуються в наукових журналах та збірниках статей, а також доповіді і тези доповідей на наукових конференціях. Більшість наукових статей присвячена викладенню оригінальних результатів досліджень. Оглядові статті підбивають підсумок досліджень в певній області знань за певний період часу. Більшого рівня узагальнення досягають монографії — книги на певну наукову тему, написані одним автором або невеликим колективом авторів.
Крім того, до наукової літератури належать описи винаходів та відкриття — патенти, авторські свідоцтва тощо.
До наукової літератури примикають навчальна і науково-популярна література. Навчальна література призначена для підготовки фахівців у певній галузі знань та професій. Основний вид навчальної літератури — підручник і посібник.
Науково-популярна література призначена для розповсюдження знань і орієнтується на непідготовленого у вибраній галузі науки читача. Її мета зацікавити читача та дати йому певні уявлення про сучасні наукові дослідження. При цьому науково-популярна література намагається використовувати просту мову і не вживати спеціалізованих термінів.

### Довідкова література

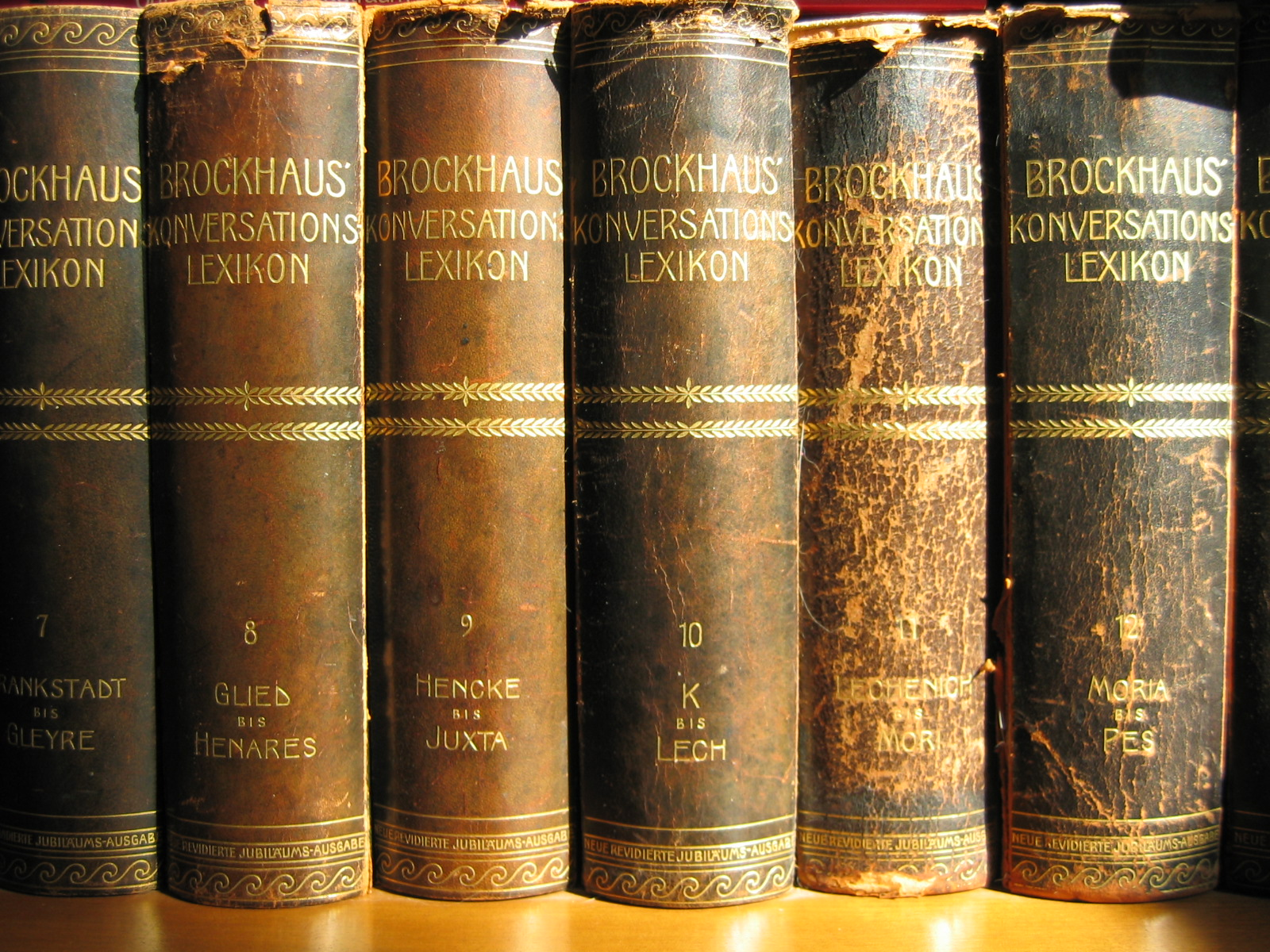
Словник Брокгауза (1910)

Літературу допоміжного змісту використовують для отримання найзагальнішої інформації, яка не викликає сумнівів по тому чи іншому питанню. Основні види довідкової літератури:
- Словники, впорядковують інформацію по основних для цієї сфери знань (або для всієї мови в цілому) слів і виразів, найчастіше — в алфавітному порядку;
- Довідники, в яких інформація впорядкована якимось іншим способом, згідно із власною структурою цієї сфери знань (наприклад, медичний довідник — по локалізації захворювань або характером симптомів);
- Енциклопедії — найбільш комплексні та системні склепіння інформації по даній сфері знання.

В ідеалі довідкові видання повинні містити лише ті факти, що вважаються об'єктивно встановленими та адекватно відображати існуючий в цей момент рівень людських знань. Однак на практиці неможливо повністю відокремити факти від інтерпретацій та неявних припущень, тому та чи інша частка тенденційності в будь-якому довідковому виданні присутня. У деяких випадках ця частка достатньо велика та привноситься в довідкове видання цілеспрямовано: такі, зокрема, більшість довідкових видань радянської епохи, особливо в тому, що стосується гуманітарного знання, — навіть короткі словникові статті опиняються в них ідеологічно пофарбовані. Стосується це і відбору матеріалу: так, в літературних енциклопедіях, випущених у СРСР, знаходилося місце для суто другорядних письменників соціалістичної та комуністичної орієнтації, але були відсутні вельми значні автори, відомі своїм негативним ставленням до радянського ладу. Навіть через короткий час користуватися такими виданнями як довідковими стає неможливо: занадто багато зусиль доводиться витрачати на те, щоб відокремити факти від інтерпретацій; однак саме це ідеологічне забарвлення робить довідкові видання особливо цікавими як історичне свідчення, пам'ятник своєї епохи.

### Технічна література
До технічної літератури належать, окрім наукових видань, специфікації, стандарти, технічні паспорти, інструкції з експлуатації машин і механізмів, хімічних речовин, комп'ютерних програм тощо.

### Художня література
Художня література розцінюється як вид мистецтва. У художній літературі автор намагається розповісти про світ, людину та їхні проблеми через призму свого власного бачення, використовуючи поетичні засоби. Здебільшого персонажі та події, описані в художній літературі, вигадані, однак таким чином, щоб знайти відгук в особистому досвіді читача. Художня література багатопланова й різножанрова. Спираючись переважно на розважальний принцип, вона також часто підіймає важливі для світогляду людини й суспільства філософські, етичні та естетичні питання й теми.

### Інші
Філософська література присвячена роздумам на загальні для людини і людства теми. З нею межує релігійна література, що охоплює священні писання та коментарі до них. Політична література пропагує ідеї політичних партій та рухів. Її різновидами є агітаційна і пропагандистська література.

## Носії

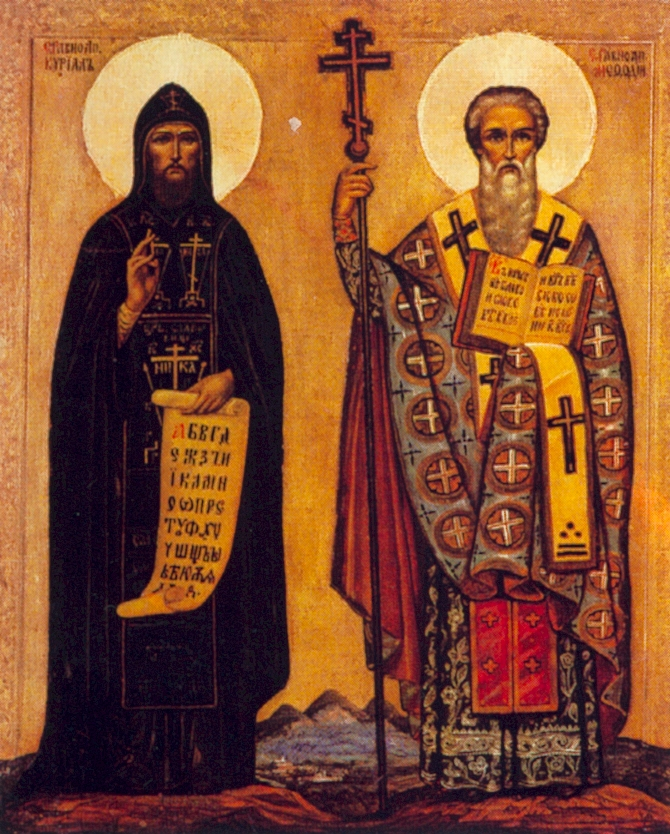
Кирило і Мефодій ініціювали розвиток старослов'янської книжної мови

До винайдення книгодрукування література існувала переважно у вигляді рукописів. З особливо важливих рукописів впродовж віків робилися копії, що допомогло зберегти древні літературні джерела. Матеріалом для збереження записів були глиняні таблички в Межиріччі, папіруси в Стародавньому Єгипті, пальмове листя в Стародавній Індії, шовк у Китаї та інше. В епоху Середньовіччя книги записувалися на пергаменті. Винайдений у 2 ст. папір згодом витіснив більшість інших носіїв. У наш час дедалі більша частина літератури створюється й публікується в електронному вигляді.

## Періодична література
Значна частина сучасної літератури існує у вигляді періодичних видань: газет, журналів, серійних видань (приклад — вісники). Такі видання можуть мати науковий, інформаційний, пропагандистський або розважальний характер.

## Видання та розповсюдження
Початково автор або колектив авторів створює рукопис. Тиражуванням рукописів займаються видавництва. Видавництва мають механізм оцінювання якості рукописів, наприклад, попереднє рецензування, призначений для визначення доцільності публікації. Прийнятий до друку рукопис проходить процес редагування, що має на меті покращити якість тексту, виправити орфографічні та стилістичні помилки. В деяких державах існує або існувала в минулому цензура, що накладає обмеження на призначений для публікації матеріал.
Призначена для масового споживання література розповсюджується через книгарні та через мережу розповсюдження періодичних видань, іноді — через механізм передплати.
На літературні твори розповсюджується авторське право, яке регулює можливість повторного видання, перекладів тощо, і призначене для захисту інтересів авторів та видавців.

## Зберігання
Література зберігається у бібліотеках, книгосховищах, архівах, персональних збірках. Публічні бібліотеки не тільки зберігають літературні твори й документи, а й забезпечують до них широкий доступ. Література, яка має менший попит, але все ж має цінність для вужчого кола спеціалістів, зберігається в книгосховищах, звідки можуть бути одержані бібліотеками на запит. Архіви зазвичай призначені для зберігання різноманітних документів: указів та постанов урядів, юридичних контрактів, листування тощо.
Частина неопублікованої літератури передається на депонування у вигляді рукописів.